# Thunderheist
Thunderheist est un duo canadien de musique électronique, originaire de Toronto (Ontario) et Montréal (Québec), actif entre 2005 et 2010.

## Histoire
Thunderheist est composé du producteur Graham Bertie (Grahmzilla) et d'Omolola Isis Salam (Isis). Les deux commencent à collaborer avant même de se rencontrer en personne, en s'envoyant des fichiers MP3 sur Internet. Ils sont signés et sortent un album sur Big Dada. 
Thunderheist est formé en 2005 par Graham en tant que projet anonyme de musique électronique parallèle à ses penchants plus hip-hop sous Metrix. Ils deviennent un duo en août 2006 lorsque Graham envoie par inadvertance à Omolola un remix sur lequel il travaillait pour un concours de remix de Spank Rock et qu'elle enregistre un rap dessus. Ils se popularisent de manière modérée pour leur titre Jerk It qui figure dans le film The Wrestler, sorti en 2008. Thunderheist est sélectionné « groupe X3 du mois » par Aux.tv, CBC Radio 3 et Exclaim! pour avril 2009. Leur album éponyme sort le 31 mars 2009. Ils sont nommés pour un prix Juno 2010 dans la catégorie « morceau dance de l'année ». 
En 2010, Thunderheist confirme sur son site web qu'il avait pris des chemins différents. 

## Discographie

### Albums studio
- 2009 : Thunderheist

### Singles
- 2007 : Bubblegum
- 2008 : Jerk It
- 2009 : Sweet 16
- 2009 : Nothing 2 Step 2
- 2009 : LBG (Little Booty Girl)